# Requirements Office

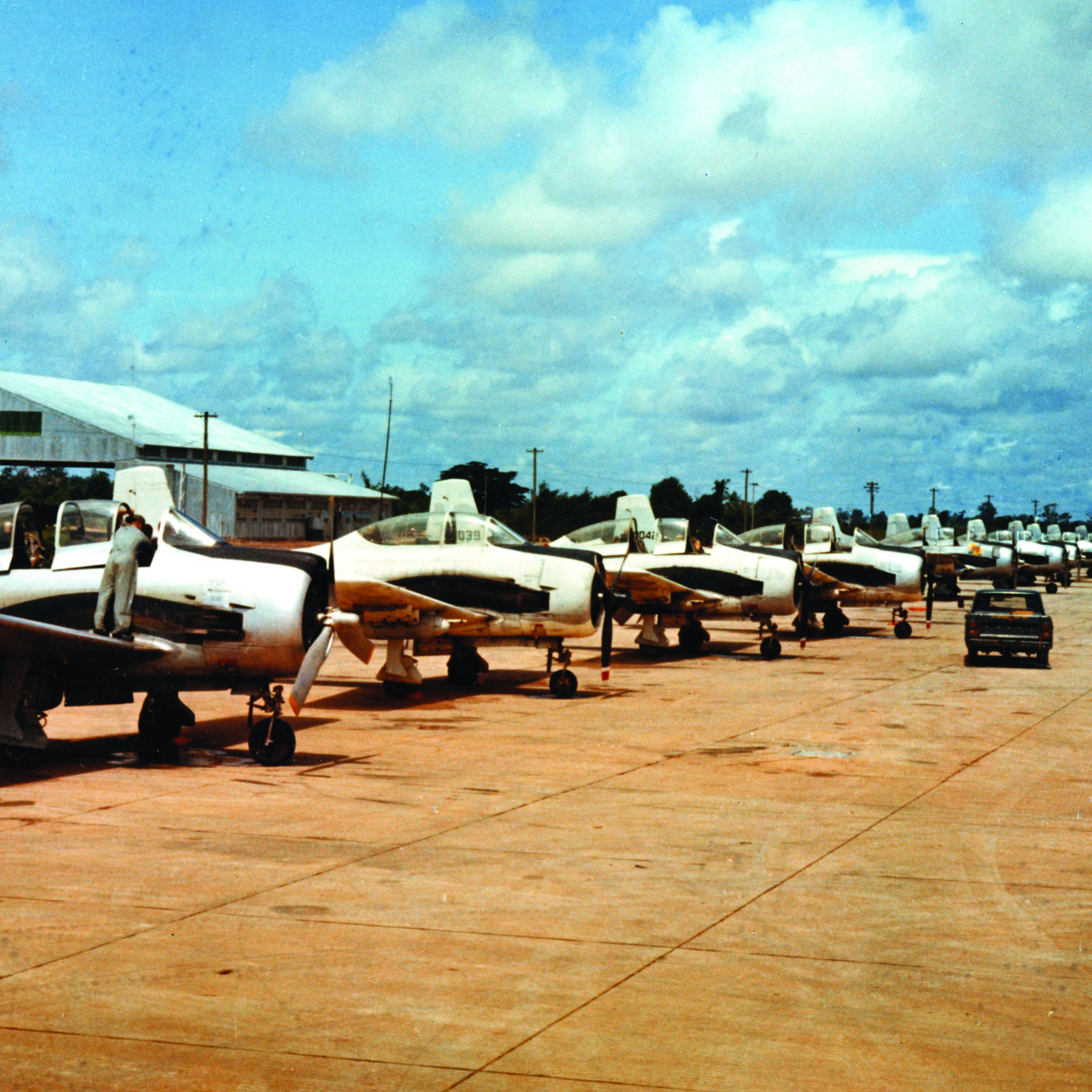
Laotische T-28 aus dem MAAG-Lao-Programm der amerikanischen Regierung. Die militärische Hilfe wurde über das Requirements Office organisiert.

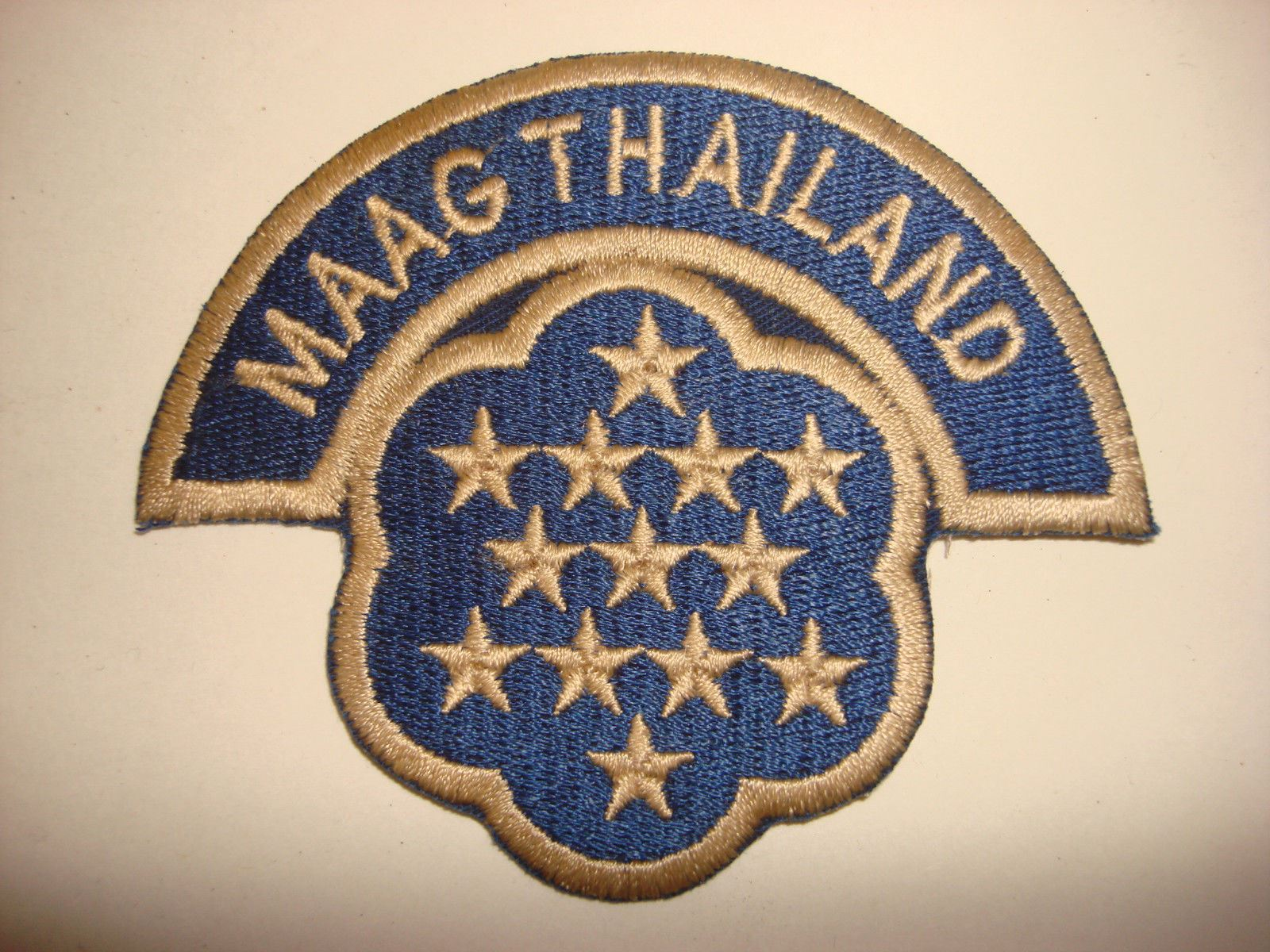
Militärische Hilfe für die laotischen Streitkräfte wurde von Thailand aus organisiert, da Laos im Vietnamkrieg offiziell neutral war.

Das Requirements Office war ein geheimes Programm der Military Assistance Advisory Group Laos in Vientiane, Laos, kurz MAAG Laos.
Das Programm unterstand der amerikanischen Botschaft und wurde offiziell von der United States Agency for International Development (USAID) betrieben. Das Programm existierte seit 1955 unter dem Namen Programs Evaluation Office und wurde offiziell vom MAAG Laos betrieben. Nach der Unterzeichnung des Vertrags über die Neutralität von Laos (englisch: International Agreement on the Neutrality of Laos), unterzeichnet am 23. Juli 1962 in Genf, durften die Vereinigten Staaten keine militärischen Einrichtungen in Laos mehr betrieben. Offiziell wurde das Programs Evaluation Office geschlossen und MAAG Laos nach Bangkok in Thailand in die Sathorn Tai neben der deutschen Botschaft verlegt und mit der Joint United States Military Advisory Group Thailand zusammengelegt, welche bis heute existiert. Das Programm wurde unter dem Namen Requirements Office offiziell von der USAID weitergeführt und war das einzige militärische Projekt dieser Organisation. Das Programm organisierte den Nachschub an militärischen Gütern für die laotischen Streitkräfte und existierte bis 1973. Es betrieb auch einen Hangar in Vientiane Wattay. Das Requirements Office wurde von pensionierter Mitgliedern der US-Streitkräfte geleitet und von einheimischen Kräften betrieben. Der militärische Nachschub wurde über die amerikanischen Basen in Thailand organisiert. So wurden zum Beispiel von der US-Luftwaffe offiziell ausgemusterte Flugzeuge der laotischen Luftwaffe übergeben. Auch Handfeuerwaffen und Maschinengewehre wurden den laotischen Streitkräften zur Verfügung gestellt. Dafür unterhielt das Programm Lager in Thailand. Neben dem amerikanischen Militär betrieb auch der amerikanische Auslandsgeheimdienst C.I.A. geheime Programme zur Ausrüstung von laotischen Paramilitärs.
Einige der Aktionen des Requirements Office waren ziemlich unorthodox. Nachdem festgestellt wurde, dass Angehörige der laotischen Luftstreitkräfte in Korruption verwickelt waren (z. B. Flugzeuge für den Schmuggel von Drogen verwendeten wurden), schuf das Büro ein „Sozialprogramm“ für Militärangehörige, um deren geringen Sold aufzubessern. Sie kauften Hülsen von abgefeuerter Maschinengewehren und Granatwerfern auf. Das führte dazu, dass die Soldaten sinnfrei Munition verschossen, nur um die gebrauchten Hülsen an das Requirements Office verkaufen zu können.